# 米国聖公会

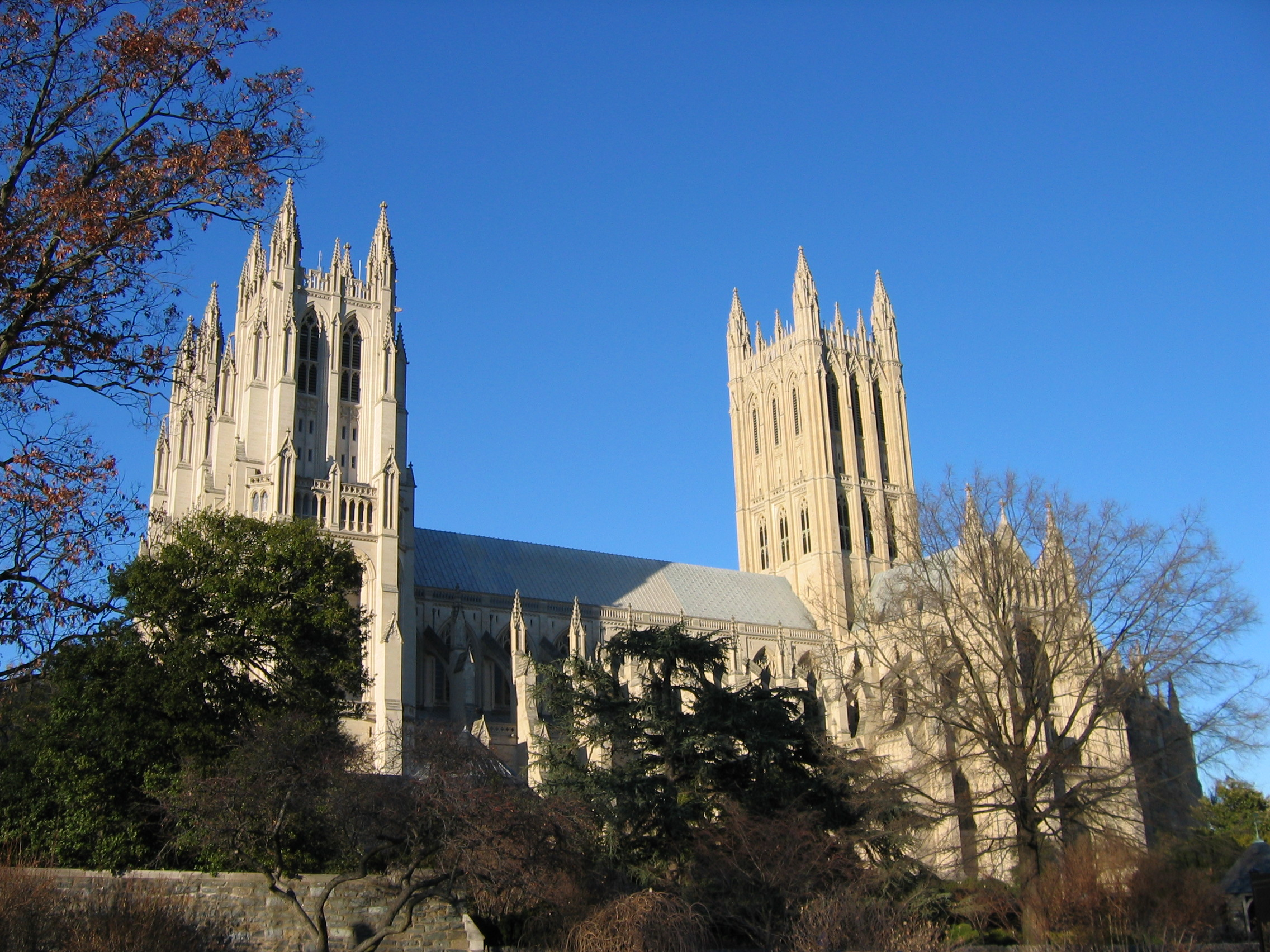
ワシントンD.C.教区の主教座聖堂である「ワシントン大聖堂」には米国聖公会総裁主教もいる。また大統領就任時・大統領経験者の葬儀などの様々な国家行事に超教派的な使用がされている。

米国聖公会（べいこくせいこうかい）またはアメリカ合衆国監督教会（アメリカがっしゅうこくかんとくきょうかい、英：Episcopal Church in the United States of America、略称：ECUSA） は、キリスト教の一派・聖公会（アングリカン・コミュニオン）のひとつ。アメリカ合衆国、ヴァージン諸島、ハイチ、台湾、コロンビア、ドミニカ国、エクアドル、ホンジュラスに主教区を持つほか、プエルトリコおよびベネズエラの主教区と地域を越えた関係にある。

## 歴史
18世紀にアメリカ合衆国がイギリスから独立するとともに創設された。アメリカ独立戦争以前はイングランド国教会の一部であり、聖職者は就任にあたりイギリス国王の承認を得る必要があった。コネチカット州の聖職者がサミュエル・シーベリーを主教に選出する時に、シーベリーはイングランドで主教叙任を求めたが、それはイギリス国王との関係から困難であることが判明した。そこでスコットランド聖公会へ行き、当時スコットランドでは少数派であった聖公会の主教たちによりアバディーンで主教に任ぜられた。これは1784年11月14日のことで、このとき初めてブリテン諸島とイギリス植民地以外に任命された聖公会主教が誕生した。
このため米国聖公会は、スコットランド聖公会を通じた使徒継承を主張している。「アングリカン・チャーチ」ではなく「監督教会」（Episcopal Church）を名乗る所以は、このスコットランド聖公会（Scottish Episcopal Church）からの系譜を示している。スコットランドとの関係を示すため、米国聖公会の紋章にはスコットランドのセント・アンドリュー・クロスをかたどった意匠が使われている。
2009年に女性司祭、LGBTなどに反対する保守派が北米聖公会（ACNA）を結成して、アメリカ合衆国とカナダ聖公会を離れて、北米聖公会は現在アングリカン・コミュニオンに参加していない。
アメリカ福音ルター派教会と完全相互陪餐の関係にある。

## 信者数
米国における教会員はおよそ300万人である。富裕層や社会上層部に信者が多く、歴代のアメリカ合衆国大統領の1/4、アメリカ合衆国最高裁判所長官の1/4は米国聖公会の信者である。初代アメリカ合衆国大統領のジョージ・ワシントン、アメリカ独立宣言起草者のベンジャミン・フランクリン、アメリカ合衆国憲法起草者のアレクサンダー・ハミルトンをはじめ、モルガン財閥創業者のジョン・モルガンやフォード・モーター創業者のヘンリー・フォードも信徒である。またアメリカ合衆国議会と合衆国最高裁判所判事の約半分が信者である。ただし、近年では社会的影響力を付けてきたヒスパニック移民の信者も増加傾向にある。

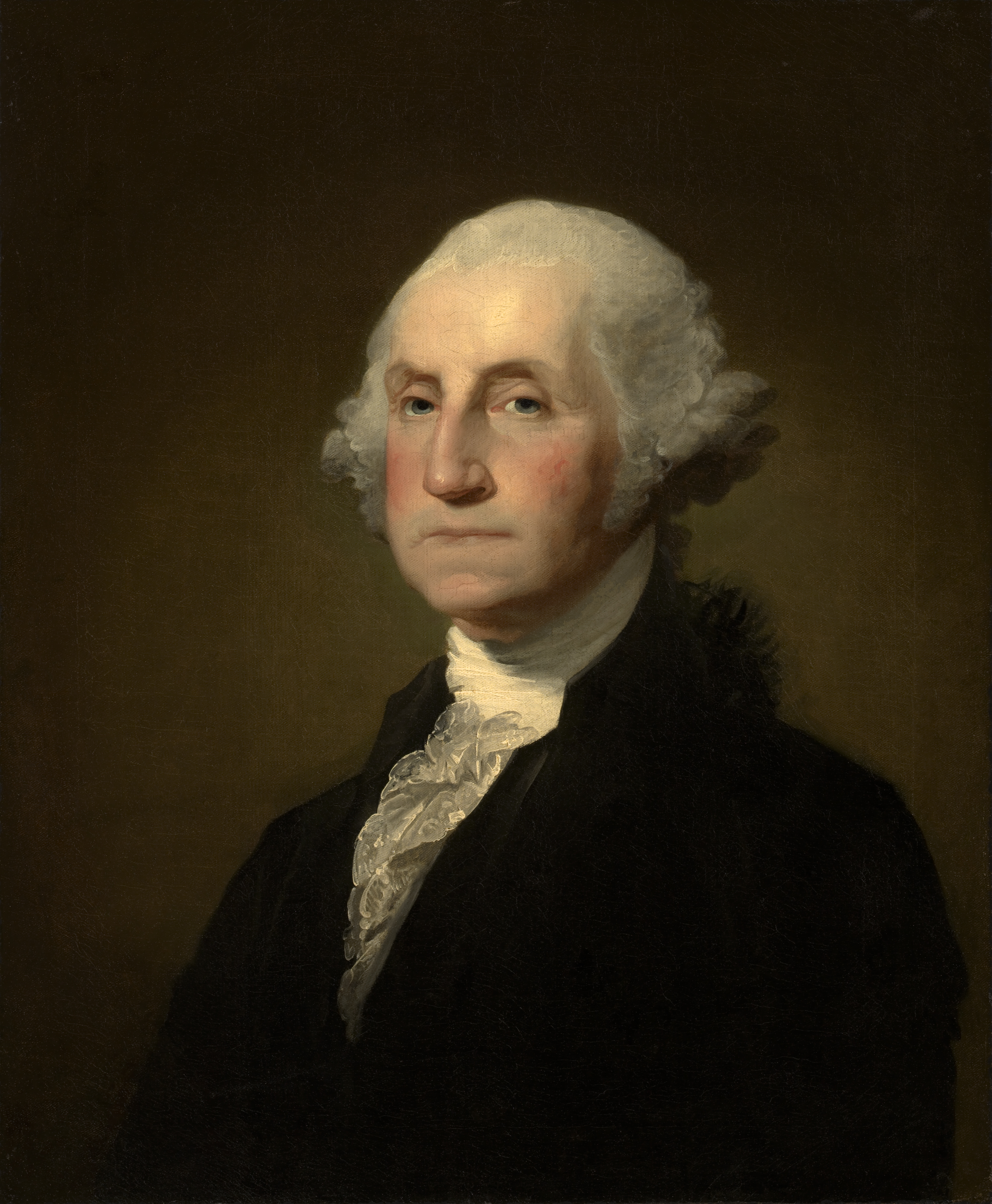
ジョージ・ワシントン（初代アメリカ合衆国大統領）
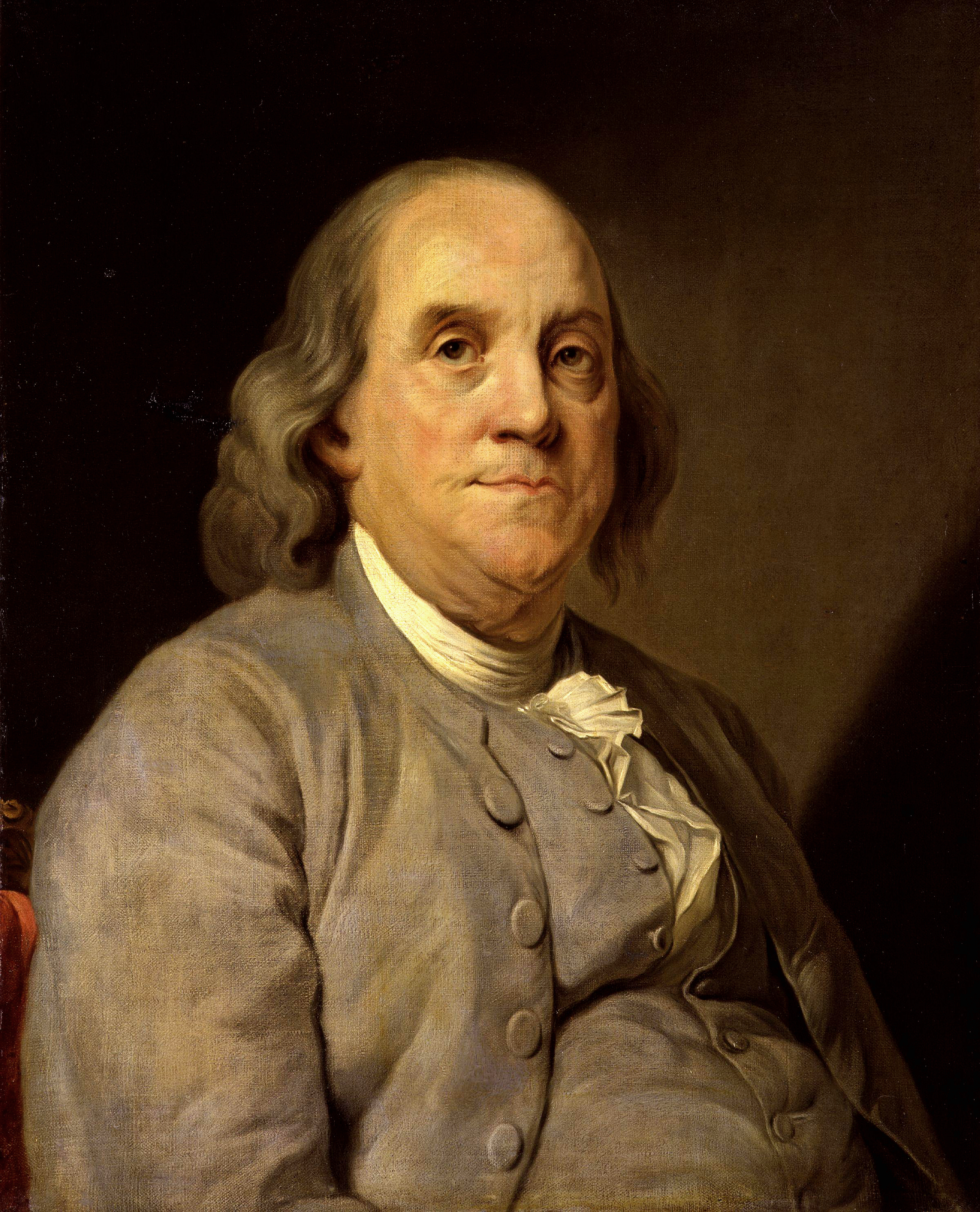
ベンジャミン・フランクリン（アメリカ独立宣言起草者、ペンシルベニア大学創設者）
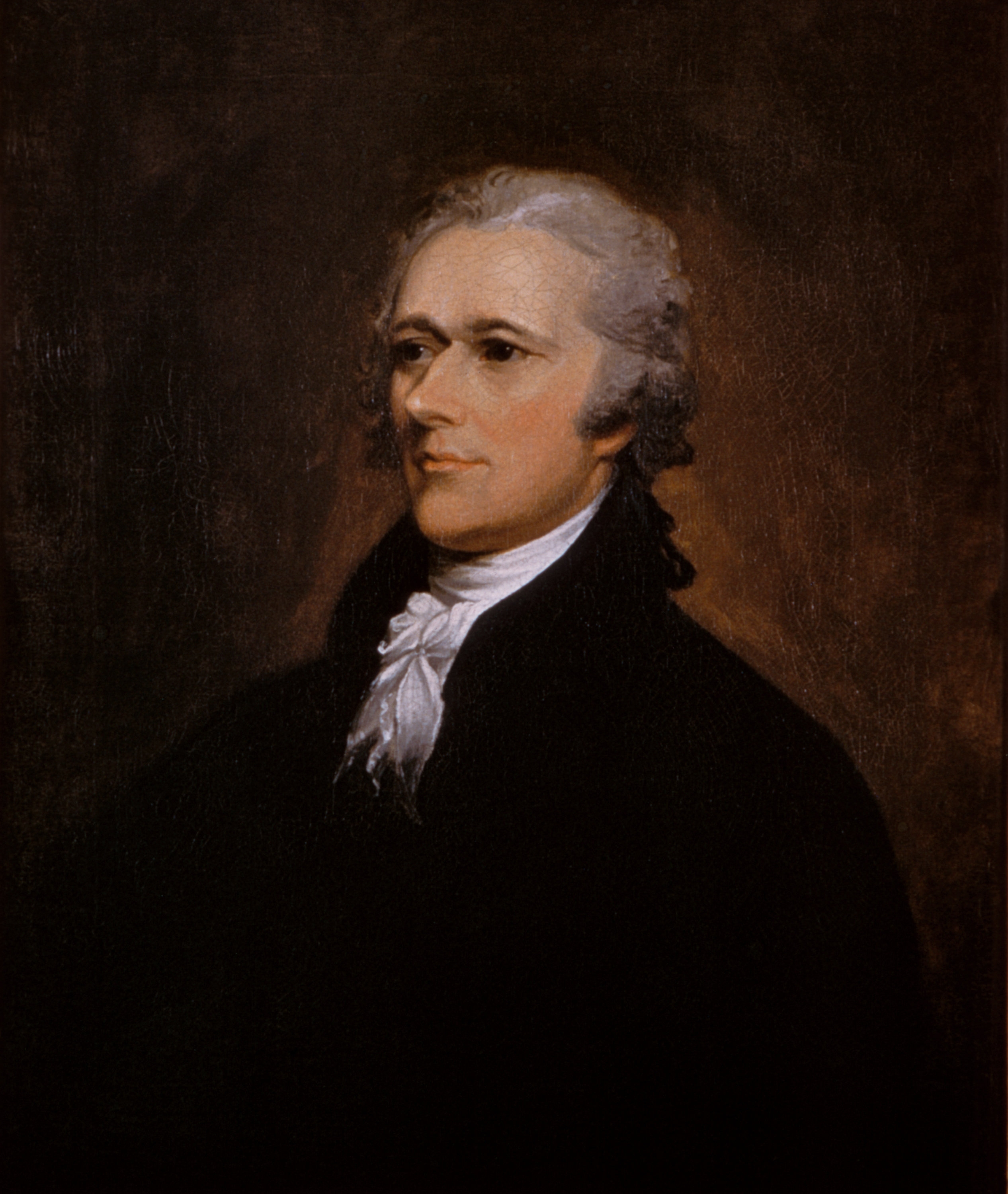
アレクサンダー・ハミルトン（アメリカ合衆国憲法起草者）
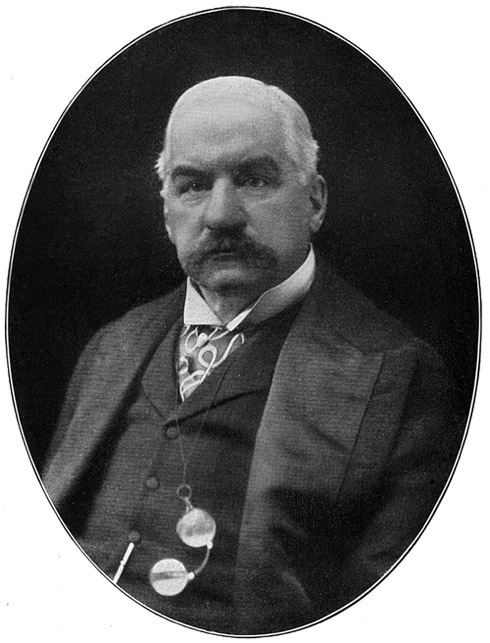
ジョン・モルガン（モルガン財閥創業者）
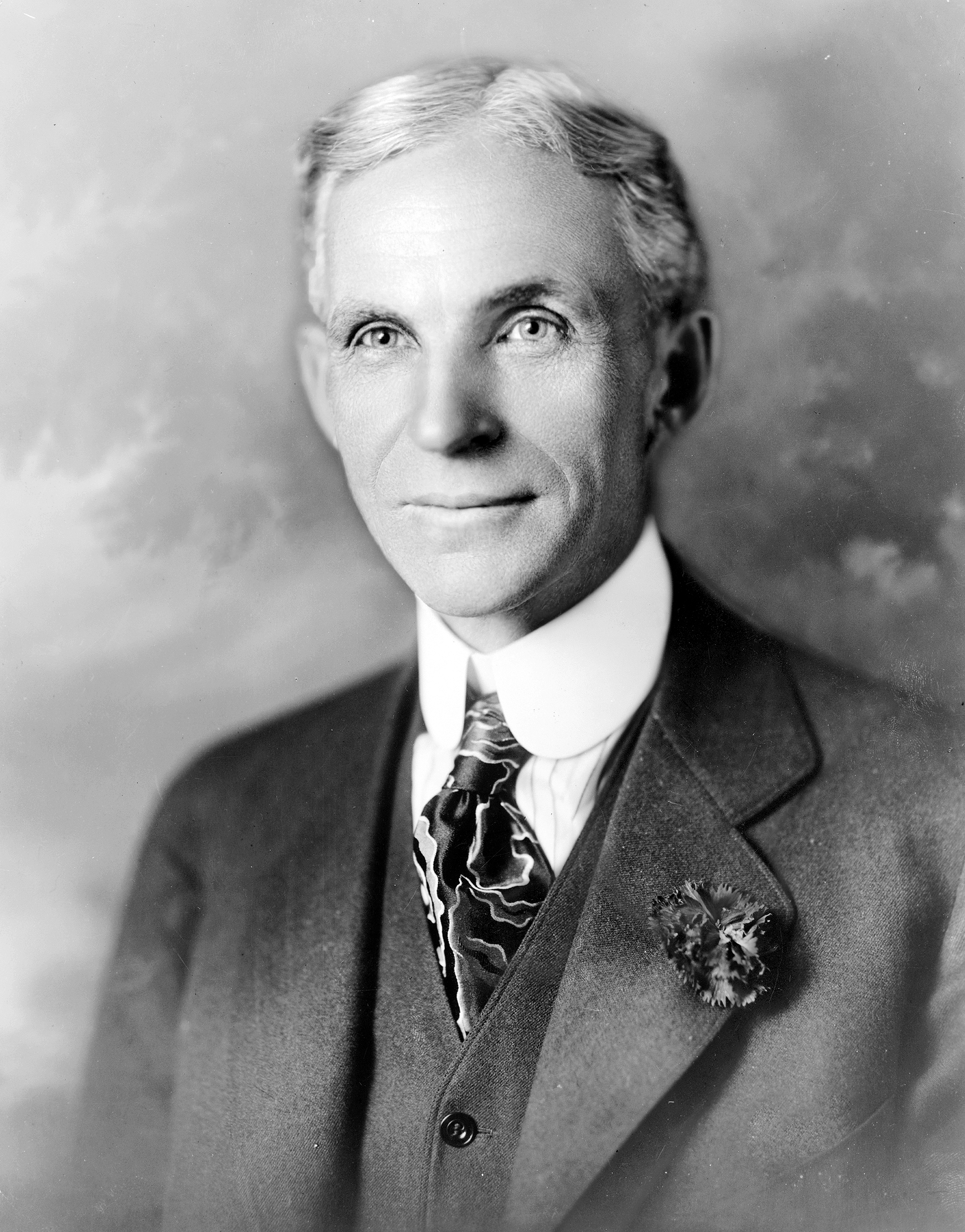
ヘンリー・フォード（フォード・モーター創業者）

## 特徴

### 強いリベラル寄りの姿勢

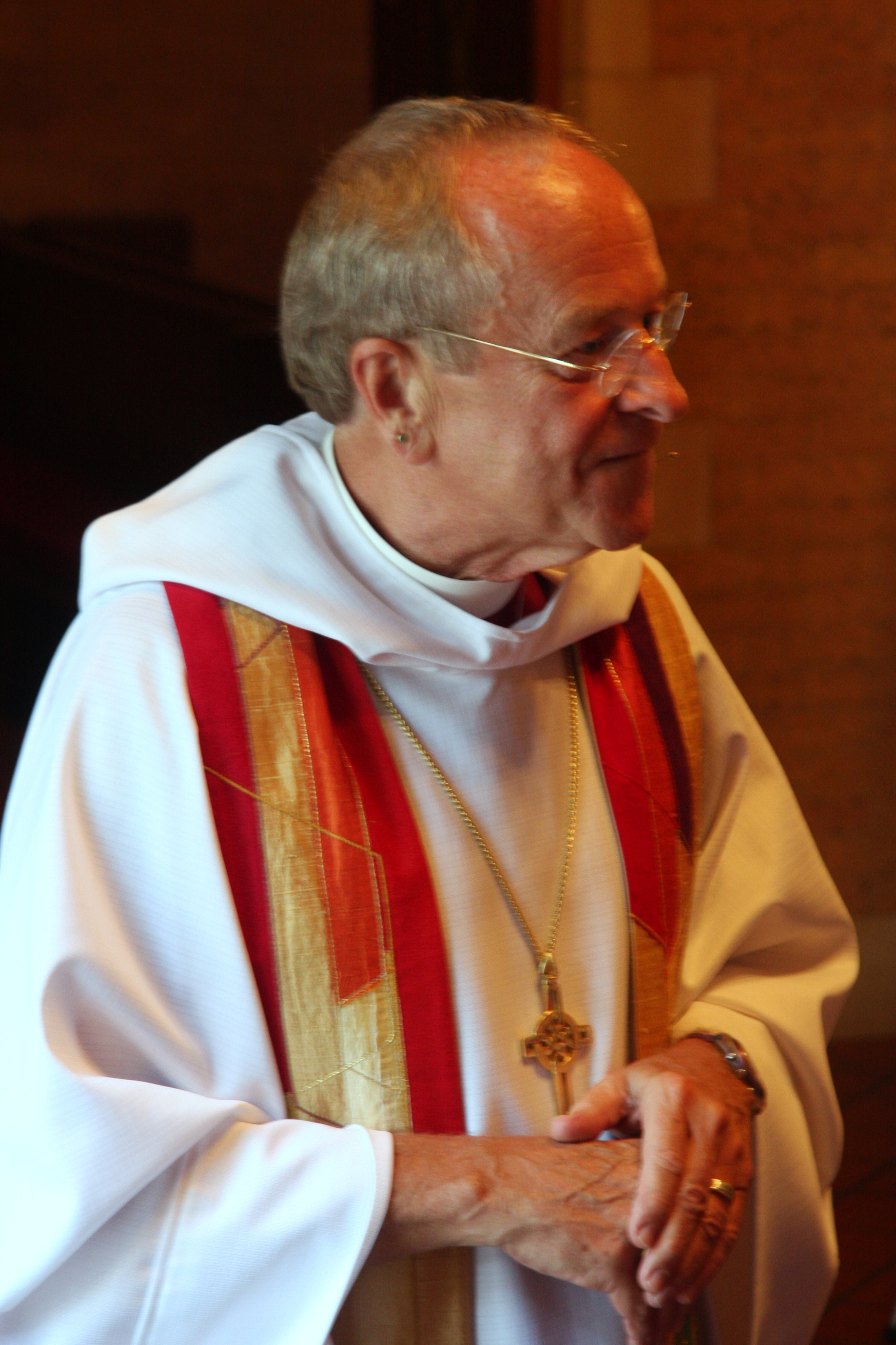
聖公会ニューハンプシャー州主教ジーン・ロビンソン

また、カトリック系をも含めた全てのキリスト教諸教派の中で最もリベラル寄りだとする評価もあり、実際、アメリカにおけるキリスト教系団体としては珍しく、妊娠中絶と同性愛を公認している。また、第26代総裁主教が女性（キャサリン・ジェファーツ・ショーリ）（在任：2006-2015年）である点も極めて異色であり、他の保守的なキリスト教団からは批判を受けることもある。
教団勢力の基盤がリベラル寄りの住民が多いアメリカ北東部に置かれていることの影響も大きい。
米国聖公会は1976年に同性愛者が、教会に受け入れられる「神の子供」であると宣言した。また同性愛者が世俗の法律によっても守られるように訴えた。これは1982年にも確認された。1994年には教会籍が、結婚の状態、セックス、性的指向に左右されないと決定した。また「同性愛者を異性愛者に治すための治療」にも反対する。なお米国聖公会でも同性愛結婚聖別式を行う教会と行わない教会がある。1989年に公然男性同性愛者の司祭ロバート・ウィリアムズはジョン・シェルビー・スポング主教により聖職者按手を受けた。教会は1996年にゲイあるいはレズビアンに聖職者按手を禁止する理由はないと述べた。2003年6月7日、公然同性愛者のジーン・ロビンソンが主教に選ばれた。ロビンソンは2003年12月2日に主教として叙任された。アングリカン・コミュニオンのウィンザー報告書は、2度の離婚歴を持つ公然同性愛者ロビンソンの叙任は画期的な出来事だと述べた。
2012年からは、米国聖公会は同性愛者にも祝福する式を行っている。ただし、これに反発する者もおり、一部の教会は同性愛に関する決断をきっかけに離脱している。
また、一部が霊魂消滅説を唱えることでも知られる。

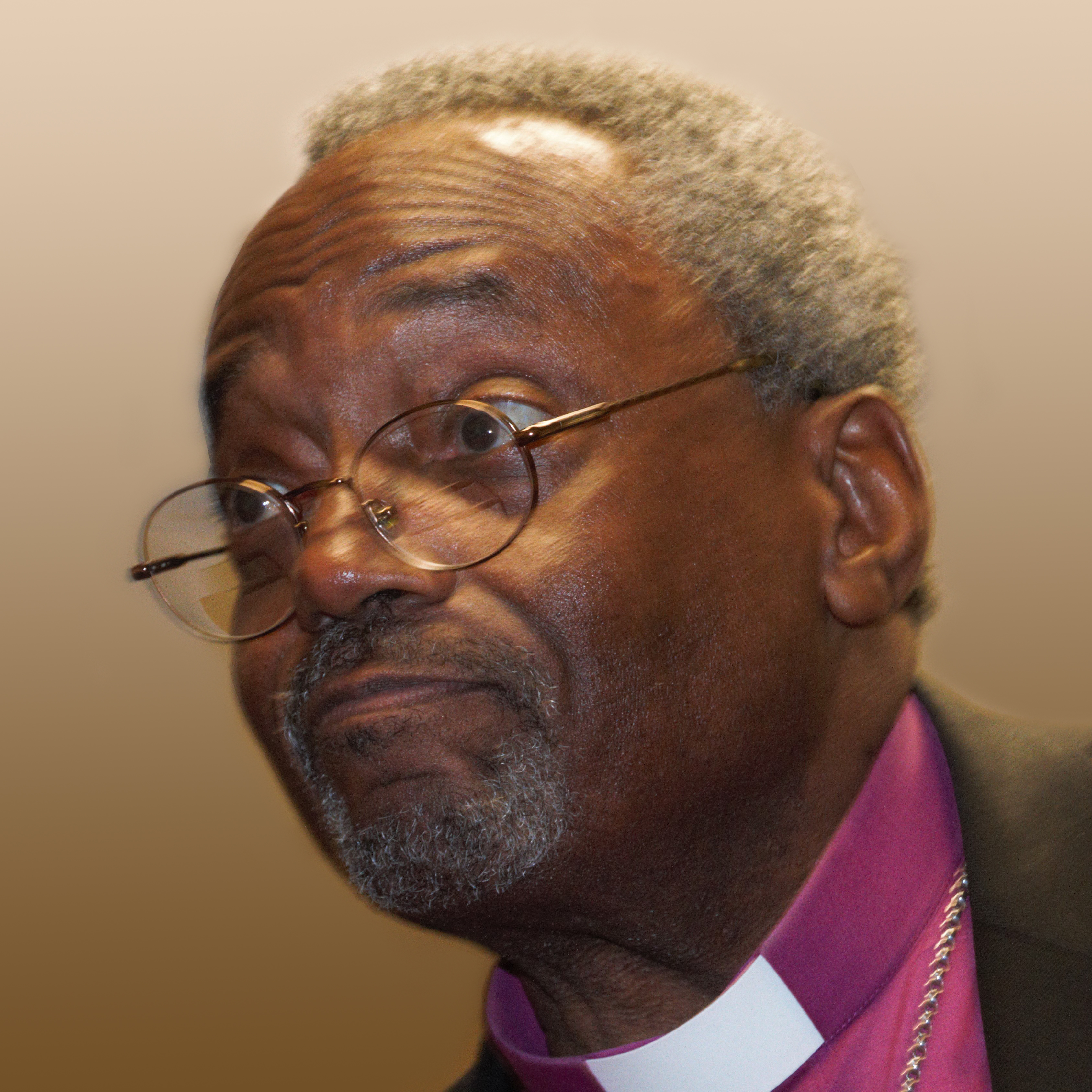
マイケル・カリー総裁主教

2015年6月27日、米国聖公会は総会において、総裁主教に初のアフリカ系アメリカ人マイケル・カリーが選ばれ、同年11月に按手叙任されている。
米国聖公会は3年ごとに総会（General Convention）を開いている。最近のものは2015年6月にソルト・レイク・シティーで開催された。

## 典礼

### 祈祷書
米国聖公会では独自に『米国聖公会祈祷書』（The Book of Common Prayer, according to the use of the Episcopal Church ）, BCP) を発行しており、最近の改定は1979年になされた。この改訂版は公式会議の承認を得るまで著作権保護下におかれていたが、現在は自由にダウンロードもできる。

#### ニケヤ信経
ニケヤ信経（The Nicene Creed）は1975年ICET版を用いている。

#### 主の祈り
主の祈り（The Lord's Prayer）は聖餐式文（Holy Eucharist）：Rite 1（伝統風）では
Our Father who art in heaven,

   hallowed be thy Name,

   thy kingdom come,

   thy will be done, 

     on earth as it is in heaven.

Give us this day our daily bread.

And forgive us our trespasses,

   as we forgive those who trespass against us.

And lead us not into temptation,

   but deliver us from evil.

For thine is the kingdom, and the power, and the glory,

   for ever and ever. Amen. 
Rite 2（現代風）では上記と現代風の1988年ELLC版（"Our Father in heaven, hallowed be your Name, your kingdom come, ..."）が併記されているが、教会ではほぼすべての信者が伝統的な方を唱えている。Amenは「アーメン」と発音。

### 聖書
米国聖公会は以下の英語訳聖書を公式の礼拝で使われる聖書として公認しているが、『新改訂標準訳聖書』 (New Revised Standard Version)が広く使われている。
- 欽定訳聖書 (King James or Authorized Version)
- Revised Version (English Revision, 1881)
- アメリカ標準訳聖書（ASV, 1901）
- 改訂標準訳聖書(RSV, 1952)
- エルサレム訳聖書 (Jerusalem Bible, 1966)
- 新英訳聖書（New English Bible with the Apocrypha, 1970）
- Good News Bible (1976)
- 新アメリカ聖書（New American Bible, 1970）
- Revised Standard Version, an Ecumenical Edition (1973)
- 新国際訳聖書（NIV, 1978）
- 新エルサレム聖書（NJB, 1987）
- 改訂英訳聖書（Revised English Bible, 1989）
- 新改訂標準訳聖書（NRSV, 1990）
- コモン英語訳聖書（CEB, 2012）

### 聖歌集
『聖歌集1982』 (The Hymnal 1982) が広く使われていて、これは『聖歌集1940』に代わるもので、内容は「Service Music」（S1～S288）、「Hymns」（1～720） 、「Index」（索引）に分かれていて、全1,008曲が収められている。実際の礼拝では他のソース（English-language hymnals）からの聖歌も、「Insert」という形で使われる場合もある。

## 9管区と教区
米国聖公会は9つの管区（Province）を擁している。
- 第1管区（Province I、ニュー・イングランド6州）
- 第2管区（Province II、ニューヨーク州とニュージャージー州）
- 第3管区（Province III、中部大西洋岸）

デラウェア州、メリーランド州、ペンシルベニア州、バージニア州、ウェストバージニア州、ワシントンD.Cにある13教区
- 第4管区（Province IV、南東部）
- 第5管区（Province V、中西部）
- 第6管区（Province VI、北西部）
- 第7管区（Province VII、南西部）
- 第8管区（Province VIII、太平洋諸州）

アイダホ州の2教区、ユタ教区、アリゾナ教区、ネバダ教区、ワシントン州の2教区、オレゴン教区、カリフォルニア州の6教区、アラスカ教区、ハワイ教区、台湾教区の全17教区。
カリフォルニア州の6教区は、北カリフォルニア教区（最北部）、カリフォルニア教区（北部東）、エル・カミノ・レアル教区（北部中央）、サン・ホアキン教区（北部東）、ロサンジェルス教区（南部）、サンディエゴ教区（最南部）。
- 第9管区（Province IX、中南米の英語教会）

## 神学校
神学校はゼネラル神学院（General Theological Seminary）、南西部神学院（Seminary of the Southwest）、太平洋教会神学院（Church Divinity School of the Pacific）など全米に10校がある。

## 海外宣教
英国聖公会に遅れたがそれと協力して、米国聖公会も海外宣教を熱心に行ってきた。東アジアでは、中国に聖公会を作り、聖ヨハネ大学 (上海)などの教育機関も設立して、その卒業生の丁光訓も聖公会上海教区の主教を務めた後、戦後は中国基督教協会の代表になっている。日本へはチャニング・ウィリアムズなどを派遣し、日本聖公会の基礎を作った。またフィリピン聖公会も設立し、第二次世界大戦後に成立した台湾聖公会は米国聖公会第8管区に所属するようになり、濃厚な関係が続いている。